# Anna Mani
Anna Mani   (Travancore, 23 d'agost de 1918 - Thiruvananthapuram, 16 d'agost de 2001) va ser una física i meteoròloga índia. Després d'una extensa carrera científica en el Departament Meteorològic de l'Índia (IMD), va accedir a ser-ne la directora general adjunta. Va fer significatives contribucions en el camp de la instrumentació meteorològica. Va dirigir recerques i publicà molts articles sobre radiació solar, ozó, i mesuraments d'energia eòlica.

## Primers anys i formació
Anna Mani va néixer a Peermade, Travancore. El seu pare era un enginyer civil. Ella era la setena de vuit fills. Durant la seva infància va ser una lectora voraç. Impressionada per les activitats de Gandhi durant la satyagraha (sistema de lluita, resistència i desobediència) de Vaikom, i inspirada en aquest moviment nacionalista, portava com a símbol de resistència peces khadi (vestimenta autòctona). Tot i que volia estudiar medicina, es va decantar per la física i el 1939 es va graduar al Presidency College, de Madras, en Física i química.

## Carrera professional
Després de graduar-se, va treballar amb el professor Chandrasekhara Raman, investigant les propietats òptiques del robí i del diamant. Va ser autora de cinc treballs de recerca, i no se li va concedir el doctorat perquè no tenia el mestratge en física. Després es va traslladar a la Gran Bretanya per prosseguir estudis en física, i acabà d'especialitzar-se en instruments meteorològics a l'Imperial College London. Després de tornar a l'Índia el 1948, es va incorporar al Departament de Meteorologia, a Pune, concretament a la Divisió d'Instrumentació.
La seva primera feina va consistir a construir instruments meteorològics com pluviòmetres de registre, higrògrafs, termògrafs, barògrafs, baròmetres, anemògrafs... i la capacitat per mesurar les dades meteorològiques va permetre a l'Índia estudiar amb eficàcia les fonts alternatives d'energia. Així, Mani va començar per establir estacions de control a tot el país per mesurar les radiacions solars i ajudar a aprofitar l'energia solar. També va supervisar el disseny i la fabricació de molts instruments de radiació.
El 1960 va començar el seu treball sobre la mesura de l’ozó atmosfèric, fins i tot abans que el món entengués les funcions de la capa d’ozó, i amb aquest fi va dissenyar un instrument, l'ozonosonda, per mesurar l'ozó atmosfèric. També va crear un observatori meteorològic a la instal·lació de llançament de coets Thumba. És molt coneguda pels seus llibres sobre sistemes solars tèrmics. El seu treball sobre la mesura de la velocitat del vent en més de 700 llocs de tot el país va esdevenir la base de l'energia eòlica a l'ïndia.
Anna Mani va ocupar diversos càrrecs dins de l'Organització Meteorològica Mundial (OMM). Fou membre del grup assessor de la Comissió d'Instruments i Mètodes d'Observació (CIMO), del grup assessor sobre radiació del Comitè Organitzador Conjunt de l'OMM i el Consell Internacional per a la Ciència (ICSU), dels grups de treball de la CIMO sobre electricitat atmosfèrica i sobre precipitació, i del grup de treball de la Comissió d'Aplicacions Especials de Meteorologia i climatologia (COSAMC) sobre climatologia de la radiació. També va ajudar a la seu de l'OMM a revisar la Guia de l'OMM sobre instruments i pràctiques d'observació, i va treballar breument a Egipte com a experta en radiació.
Es va retirar com a directora general adjunta el 1976. El 1994 va sofrir un vessament cerebral i morí el 16 d'agost de 2001 a Thiruvananthapuram.

## Publicacions
Experta en el disseny i fabricació d'una àmplia gamma de dispositius de mesurament –radiosondes, ozó i instruments de radiació, anemòmetres, pluviòmetres, piranòmetres...– va publicar molts treballs sobre instrumentació meteorològica.
- 1992. Wind Energy Resource Survey in Índia, vv. 2. xi + 22 pàg. Ed. Allied Publ. ISBN 81-7023-358-5, ISBN 978-81-7023-358-9

- 1981. Solar Radiation over Índia x + 548 pàg.[2]

- 1980. The Handbook for Solar Radiation data for Índia

## Honors
Va pertànyer a l'Acadèmia Nacional de Ciències Índies (INSA) des de 1977 i ocupà un lloc en el Consell en el període 1982-84. També va ser membre de la Societat Meteorològica Índia, de la Royal Meteorological Society, de la Institution of Electronics and Telecommunication Engineers, de la International Solar Energy Society i altres organismes internacionals.
Va rebre la Medalla INSA KR Ramanathan el 1987 per les seves investigacions sobre l'ozó atmosfèric fetes al llarg de tres dècades.